# 한국지능정보사회진흥원
한국지능정보사회진흥원(National Information society Agency, NIA)은 대한민국 국가기관의 정보화 추진과 관련된 정책을 개발하고, 정보문화 조성, 정보격차 해소 등을 지원하려는 목적으로 만들어진 대한민국 과학기술정보통신부 산하 위탁집행형 준정부기관이다.
2020년 12월 10일부로 지능정보사회기본법이 시행됨에 따라 기관명칭이 한국정보화진흥원에서 한국지능정보사회진흥원(National Information society Agency, NIA)으로 변경되었다.

## 개요
1987년 한국전산원(NCA)으로 설립되었으며, 2006년 한국정보사회진흥원으로 상호명을 변경하였다. 2009년 5월 22일, 한국정보문화진흥원을 통합하며 한국정보화진흥원이 되었으며, 2020년 12월 21일 국가정보화기본법이 전면개정되어 지능정보사회기본법으로 시행됨에 따라 현 상호로 변경하였다. 2010년 11월 4일 전자정부 표준프레임워크센터 개소와 함께 현재 공공데이터포털(사이트)과 공공정보활용지원센터를 위탁 및 병행 운영하고 있다. 정부부처로는 과기정통부(AI사업, 빅데이터사업, ICT융합서비스, 정보격차 해소 등)와 행정안전부(디지털정부, 공공데이터 개방, 품질관리 등), 기획재정부(정보화예산심의지원 등)의 업무를 지원하고 있는 공공기관이다.
국가정보화전문기관으로서 'ICT로 사회현안을 해결하고 국가미래를 열어간다 라는 미션과 '세계 최고의 ICT 전문기관'이라는 비전을 가지고 있다. 디지털정부(전자정부)추진, ICT정책연구, 20년 코로나19 위기로 인해 발생한 마스크 대란을 민관협력TF를 총괄 운영하며 극복하는데 중추적 역할을 하였다. 과학기술정보통신부를 지원하여 건강보험심사평가원이 수집한 마스크 판매 데이터를 제공받아, 한국정보화진흥원의 공공데이터포털에서 개방용 데이터로 가공한 후 개발자들이 활용할 수 있도록 오픈API형태로 제공하였으며, 접속 트래픽 폭주에 따른 시스템 장애 방지를 위해 데이터 이동과 가공은 클라우드 기업이 담당하기로 했고, 이를 담당하는 파스-타 얼라이언스(PaaS-TA : NBP(네이버비즈니스플랫폼), KT, NHN, 코스콤 등 클라우드 기업과 함께 개방형 클라우드 생태계 조성을 위해 만든 협의체)가 클라우드 인프라를 무상 제공하기로 결정하면서 개발을 위한 준비가 완료되었다. 이러한 인프라를 바탕으로 시민개발자들과 웹,앱 개발기업들이 적극참여하면서 마스크 판매 데이터가 개방된 3월 10일 이후 3월말 기준 총 200여개(모바일 앱 110개, 웹서비스 72개 등)이 개발되어 마스크 대란 해소에 기여하였다.

#### 서울특별시중구무교동에서, 2015년 7월 27일,대구광역시동구신서동으로 본사를 이전하였다.
- 핵심가치 : 도전(혁신을 향한 도전), 신뢰(신뢰받는 전문성), 공익(공익을 추구하는 헌신)
- 전략목표 및 전략과제

| 디지털플랫폼 정부(DPG) 구현                                                                                                 | 국가 데이터·인프라·AI 활용 촉진                                                      |
| --- | ------------------------------------------------------------------------------------ |
| - 편리하고 똑똑한 디지털플랫폼정부 기반 마련 - 국민 체감 디지털플랫폼정부 서비스 개발 - 플랫폼 기반 정부의 일하는 방식 혁신 | - 데이터 구축 및 활용 확산 - 차세대 지능형 인프라 확충 - 지능화(융합) 국가·사회 확산 |
| 디지털로 여는 보편적 포용사회 선도                                                                                          | 디지털 기반 E·S·G 경영체계 확립                                                      |
| - 新디지털 질서 주도 및 포용 전략 마련 - 전 국민 누구나 따뜻한 디지털 혜택 보장 - 디지털 전환 글로벌 수출기반 강화          | - 친환경 기반 조성 - 사회적 책임 강화 - 조직 슬림화 등 고강도 경영혁신 추진          |

## 주요기능 및 역할
- 정보화 기본계획과 시행계획의 수립·시행에 필요한 전문기술의 지원
- 정보문화의 창달 및 인터넷 중독의 실태조사·예방·해소 지원
- 국가기관 등의 정보통신망 관리 및 운영의 지원
- 국가기관 등의 정보자원 관리 지원
- 국가기관 등의 정보화사업 추진 및 평가 지원
- 국가기관 등의 정보통신 신기술 활용 촉진과 이에 따른 전문기술의 지원
- 정보격차 해소 관련 실태조사, 정책개발 및 제도개선 지원
- 정보격차의 해소를 위한 정보화기기 지원 및 정보화교육
- 정보화 국제협력 및 홍보

## 주요사업
한국지능정보사회진흥원은 다음 각 호의 사업을 한다(지능정보화 기본법 제12조 제3항).
- 종합계획, 실행계획 및 제13조에 따른 부문별 추진계획의 수립ㆍ시행에 필요한 전문기술의 지원
- 지능정보기술의 보급을 위한 시책 수립의 지원 및 국가기관등의 지능정보기술 활용 촉진과 관련한 전문기술의 지원
- 초연결지능정보통신기반 구축ㆍ운영을 위한 전문기술의 지원
- 국가기관등의 초연결지능정보통신망의 관리ㆍ운영 및 지능정보화의 지원
- 데이터 관련 시책의 수립 지원, 시범사업 추진 및 전문기술의 지원 등 데이터의 생산ㆍ관리ㆍ유통ㆍ활용의 활성화를 위하여 필요한 지원
- 정보격차의 해소, 지능정보서비스 과의존 예방ㆍ해소 등 지능정보사회 역기능 해소를 위한 지원 및 연구
- 지능정보사회윤리 확립과 정보문화의 창달을 위하여 필요한 지원 및 연구
- 국가기관등의 지능정보화 사업 추진 및 평가 지원
- 지능정보사회 구현과 관련된 정책 개발을 지원하기 위한 동향분석, 미래예측 및 법ㆍ제도의 조사ㆍ연구
- 지능정보화 및 지능정보사회 관련 교육ㆍ홍보ㆍ컨설팅 등 대국민 인식 제고, 인력양성 및 국제협력
- 다른 법령에서 지능정보사회원의 업무로 정하거나 지능정보사회원에 위탁한 사업
- 그 밖에 국가기관등의 장이 위탁하는 사업

## 연혁

### 한국정보사회진흥원
- 1987년: 한국전산원 (NCA) 설립

### 한국정보문화진흥원
- 1984년: (재)정보통신훈련센터 (ITTC) 설립
- 1988년: (재)정보문화센터 (ICC)로 확대 개편
- 1992년: 한국정보문화센터로 개편
- 2003년: 한국정보문화진흥원 (KADO)로 확대 개편

### 한국정보화진흥원
- 2009년: 한국정보사회진흥원과 한국정보문화진흥원 통합

### 한국지능정보사회진흥원
- 2020년: 한국지능정보사회진흥원으로 기관명칭 변경(국가정보화기본법이 지능정보화기본법으로 전면 개정됨에 따라 기관명칭 변경
- 2022년 : 세계은행 디지털정부 평가(Govtech) 세계 1위
- 2023년: NIA 데이터통합혁신센터 개소

## 조직

### 한국지능정보화진흥원장

#### 부원장
- 감사
  - 감사실

##### 경영기획실
- 기획조정팀
- ESG혁신팀
- 인사총무팀
- 재무관리팀

###### - 운영지원단
- 정보보안팀
- 안전환경팀
- 정보관리팀

##### 디지털플랫폼정부본부
- 정책기획팀
- 디지털서비스팀
- 기반지원팀

###### - 디지털플랫폼정부지원단
- 총괄지원팀
- 플랫폼혁신팀

###### - 클라우드사업단
- 클라우드정책팀
- 클라우드전환팀

##### 인공지능정책본부
- AI정책연구팀
- 미래전략센터
- AI법제도센터
- 디지털투자성과센터
- ICT투자성과센터

##### 인공지능융합본부
- AI융합기획팀
- AI서비스혁신팀
- AI융합확산팀

##### 지능기술인프라본부
- AI기술전략팀
- AI-클라우드기술혁신팀
- AI-양자기술활용팀

###### - 지능형네트워크단
- 네트워크전략팀
- 통신서비스팀

##### 지능데이터본부
- AI데이터정책팀
- AI데이터사업팀
- AI데이터활용팀
- 지능데이터인프라팀
- 데이터서비스혁신팀

##### 공공데이터본부(공공데이터활용지원센터)
- 공공데이터기획팀
- 공공데이터개방활용팀
- 공공데이터인프라팀
- 데이터기반행정팀

##### 디지털포용본부
- 디지털신질서팀
- 정보접근성팀(손말이음센터)
- 손말이음센터
- 역량개발팀
- 역기능대응팀(스마트쉼센터)

##### 글로벌협력본부
- 글로벌디지털전환팀
- D-Gov협력팀
- 글로벌아카데미